# Pé de Fava
Pé de Fava é um restaurante brasileiro de comida nordestina fundado por Fábio Lima em 2016 na cidade de Guarulhos. Ficou mais conhecido após a estreia da segunda temporada de Pesadelo na Cozinha, com o chef Érick Jacquin, que fala sobre o restaurante. Após a transmissão, surgiram vários memes na Internet, especialmente pelo fato do dono desligar o freezer à noite. Fábio conta que começou a receber trotes e ameaças de morte. Em 2020 o restaurante foi vendido à Família Lacerda.

## Antecedentes
Fábio Lima nasceu em Viçosa, Alagoas. Na infância, seu pai era pedreiro e a mãe empregada. Fábio e Sâmia Lima, que eventualmente se tornaria sua esposa, se conheceram quando Sâmia tinha 14 anos. Eles foram para São Paulo para "tentar a sorte". Na cidade, moraram em um apartamento pequeno por dois anos, e dormiam até na cozinha. Eventualmente, no entanto, conseguiram um apartamento popular em uma das maiores favelas de Guarulhos, por volta de 2004. Lá, Fábio conseguiu um emprego como operador de máquinas em uma fábrica de peças para a indústria de cosméticos, enquanto Sâmia foi trabalhar em uma fábrica de pães. Após um gerente anunciar a aposentadoria, Fábio enxergou a possibilidade de uma promoção: "Eu trabalhei das 7h até a meia-noite para ter hora extra. Me chamavam até de puxa-saco. Comecei a estudar engenharia de produção para tentar a vaga".
Entretanto, Fábio não foi promovido, e Sâmia ficou grávida. Foi demitido sob alegação de reestruturação no quadro de funcionários, e precisou negociar a manutenção do convênio médico por mais quatro meses. Fábio e Sâmia viram-se obrigados a retomar o antigo sonho de abrir um restaurante, juntar dinheiro e voltar para o Nordeste. Porém, Fábio e mais um sócio nordestino acabaram inaugurando uma lanchonete na favela São Rafael, em Guarulhos. Mais tarde, o mesmo sócio ofereceu-lhe a abertura de um restaurante maior, localizado em uma avenida movimentada do bairro Jardim Tranquilidade.

## Estreia e primeiros anos
Na estreia do restaurante, um carro parou no estacionamento do local. A equipe — Fábio, Sâmia e uma cozinheira — estava ansiosa; no entanto, o homem queria levar as mesas embora, pois as mesas não foram pagas na transição de dono, sendo necessário negociá-las. Fábio convenceu o homem a mantê-las, no entanto, não sabia como conseguir o dinheiro. Nas primeiras semanas, as vendas de pratos à la carte não foram boas. Enquanto andava de ônibus no bairro, ele viu a placa de um restaurante próximo que anunciava comida à vontade por 11 reais, e decidiu fazer uma oferta melhor: comida à vontade por 9,90 reais. Assim, as vendas começaram a subir.
O fato de Fábio estar acostumado a operar máquinas ajudou a criar "um clima de guerra aberta", com gritos sendo dados na frente dos clientes, gerando uma rotina caótica. Para auxiliá-los, entrou então o "quebra-galho" Edilson Tenório. Sua função exata é desconhecida, no entanto. Enquanto isso, foi percebido que o Pé de Fava não dava lucro, sendo necessário o aumento para 12 reais para fechar as contas. Além disso era preciso comprar um freezer maior. Para isso, Fábio adquiriu um modelo antigo em uma loja de eletrodomésticos usados. No entanto, ele criava placas de gelo. Como uma tentativa de resolver o problema, decidiram desligar o freezer à noite, para que estivessem "no ponto até a hora do almoço". Isso também diminuiria as despesas com energia elétrica.

## Impacto causado peloPesadelo na Cozinha

Uma das cenas do episódio "Pé de Fava", de Pesadelo na Cozinha, que se tornou o "meme do Jacquin furioso".

Pesadelo na Cozinha é um programa de televisão brasileiro exibido pela Rede Bandeirantes baseado no formato de Ramsay's Kitchen Nightmares, do Reino Unido. O programa, comandado por Érick Jacquin, tem o objetivo de levantar restaurantes que estão indo à falência. O restaurante Pé de Fava foi alvo do primeiro episódio da segunda temporada do programa, exibido em 27 de agosto de 2019. A equipe do Pesadelo na Cozinha passou dez dias dando consultoria e treinamento aos funcionários e também providenciou a reforma do imóvel. Durante esse período, Jacquin relatou que interagir com Fábio "não foi fácil. Ele não enxergava os próprios erros e achava que as pessoas à volta dele estavam erradas". A parte mais popular do episódio é quando Jacquin sobe para o segundo andar do restaurante e descobre que o freezer de Fábio é desligado. Ele também vomita com o cheiro das carnes descongeladas. As frases proferidas no momento, "Você é a vergonha da profissão" e "Desliga o freezer à noite", se tornaram memes da Internet. Apesar de "passar batido" ao ser transmitido na televisão, diversos memes começaram a surgir após a transmissão do episódio ao YouTube, aumentando a popularidade de Pesadelo na Cozinha.
Até outubro de 2019, o episódio já contava com três milhões de visualizações, "muito mais do que os demais episódios". Vários jornais publicaram sobre a popularidade e os memes sobre o episódio, alguns dizendo que esse era um dos melhores memes de 2019 e outros elogiando Jacquin como um meme. Em resposta aos memes sobre o freezer, Fábio publicou em suas redes sociais, no dia 26 de outubro, a situação do aparelho, e deixando claro que não desligava mais o freezer. O dólmã que Jacquin utiliza no episódio inspirou fantasias no carnaval de 2020. "Pé de Fava" foi reprisado em 9 de fevereiro de 2021. Na estreia da terceira temporada em 30 de março, Jacquin, ao abrir um freezer do restaurante Mamma Júlia, diz: "Você tem um amigo em Guarulhos, que tem um restaurante chamado Pé de Fava?"

Essa gravação me marcou muito porque eu não imaginava que uma pessoa poderia desligar os freezers à noite para ganhar dinheiro. Uma vergonha da profissão.

—Érick Jacquin sobre o Pé de Fava.
Fábio diz que, logo após o episódio, o restaurante teve uma repercussão negativa. Ele reclamou que o programa editou a parte que mostrava ele ajudando moradores de rua. Disse ainda que recebeu ameaças de morte e que invadiram seu Facebook, levando-o a apagar suas fotos com Jacquin. Entretanto, na segunda semana, vários clientes passaram a frequentar o local, apesar de Fábio reclamar que alguns "achavam que estavam indo para o restaurante do Jacquin [...] meu restaurante é simples [mas] como não atendi às expectativas, saíram me xingando." Depois da reforma de Jacquin, ele instalou uma churrasqueira e o preço foi aumentado para 15 reais com direito a uma porção de churrasco. Sobre o freezer, ele disse que desligá-lo era apenas algo pontual. Ele disse ainda: "Tenho recebido muitas ligações no telefone do restaurante. As pessoas me perguntam se o freezer está ligado. Quando atendo, eu entro na brincadeira. Digo: 'agora está ligado, mas à noite vou desligar'. Isso é igual apelido. Se você se incomoda, pegam ainda mais no seu pé".

## Mudanças e venda à Família Lacerda
A partir de março de 2020, devido à pandemia de COVID-19, Fábio começou a fazer mudanças. Ele, que não tinha serviço de entregas, contratou motoboys  e entrou em aplicativos como iFood e Uber Eats. Em maio, surgiram diversas notícias dizendo que o Pé de Fava estava sendo vendido na OLX por 150 mil reais. Fábio disse que isso não ocorreu por motivos financeiros, mas apenas porque eles queriam voltar à sua terra natal, onde seria mais tranquilo.
Em fevereiro de 2021, foi noticiado que, após negociações em 2020, o restaurante foi vendido para a Família Lacerda, antigos donos do Lacerda Bistrô que foi fechado em meio à pandemia. O cardápio foi trocado por um novo em janeiro, assinado por Arthur Pendragon, que participou de Mestre do Sabor. Ele passou a assumir a direção do estabelecimento. Segundo a família, eles querem desconstruir a imagem do restaurante como exibida na televisão.
| “ | Optamos por investir no negócio e reverter essa imagem. Esse é um processo que demora, mas resolvemos pagar o preço. No futuro vamos reavaliar e ponderar se vale a pena continuar ou não com a marca. [...] As pessoas ainda têm viva a memória daqueles episódios, mas trabalhamos para desconstruir a imagem de um restaurante que desligava o freezer para ser conhecido como um empreendimento totalmente responsável com os clientes, colaboradores e fornecedores e criado dentro das técnicas exigidas pela vigilância sanitária. —Jaira Lacerda | ” |